# МТУ-55
МТУ-55 (МТ-55) — радянський танковий мостоукладач. Розроблений на базі середнього танка Т-55.

## Історія створення
МТУ-55 створено на базі середнього танка Т-55 на заміну мостоукладальника МТУ-20.

Є спільною розробкою СРСР, ЧССР та НДР для уніфікації та використання країнами Варшавського договору.

Серійно вироблявся з 1962 року на Уралвагонзаводі.

## Оператори
- країни Варшавського договору — перейшли до держав, що утворилися після розпаду.
- Ірак — знаходився на озброєнні Сухопутних військ Іраку станом на 2002 рік.[1]
- Індія — деяка кількість МТУ-55А, станом на 2016 рік.[2]
- Росія — деяка кількість МТУ-55А, станом на 2016 рік.[3]
- Сербія — деяка кількість МТУ-55, станом на 2016 рік.[4]
- Словаччина — кілька МТУ-55 і МТУ-55А, станом на 2016 рік.[5]
- Сирія - використовувався в Війні судного дня.[6]
- Хорватія — 3 одиниці МТУ-55А, станом на 2016 рік.[7]
- Чехія — 3 одиниці МТУ-55А на зберіганні, станом на 2016 рік.[8]
- Шрі-Ланка - 2 одиниці МТУ-55, станом на 2016 рік.[9]

## Галерея

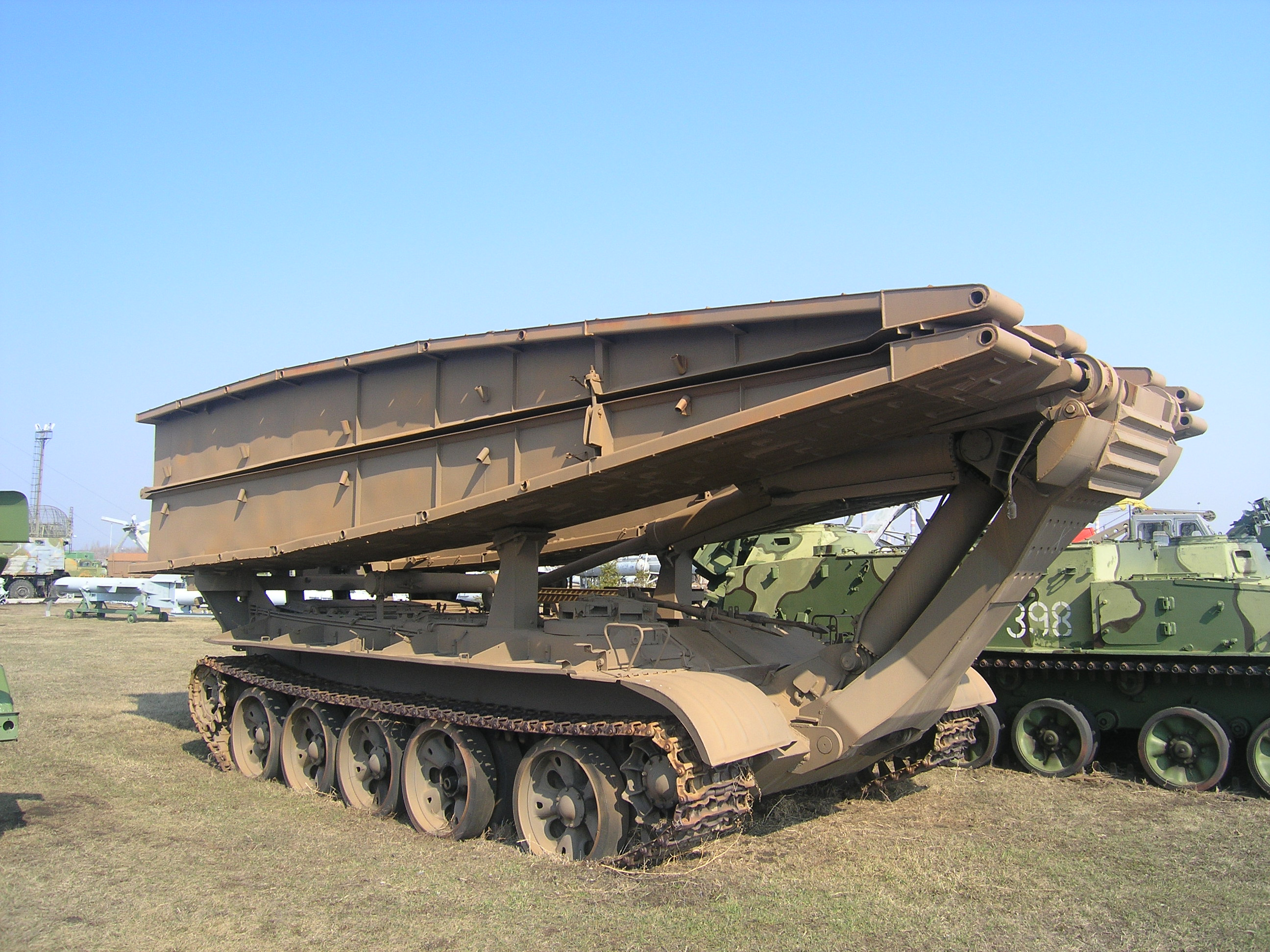
Мостоукладач МТУ-55,  Технічний музей, Тольятті.
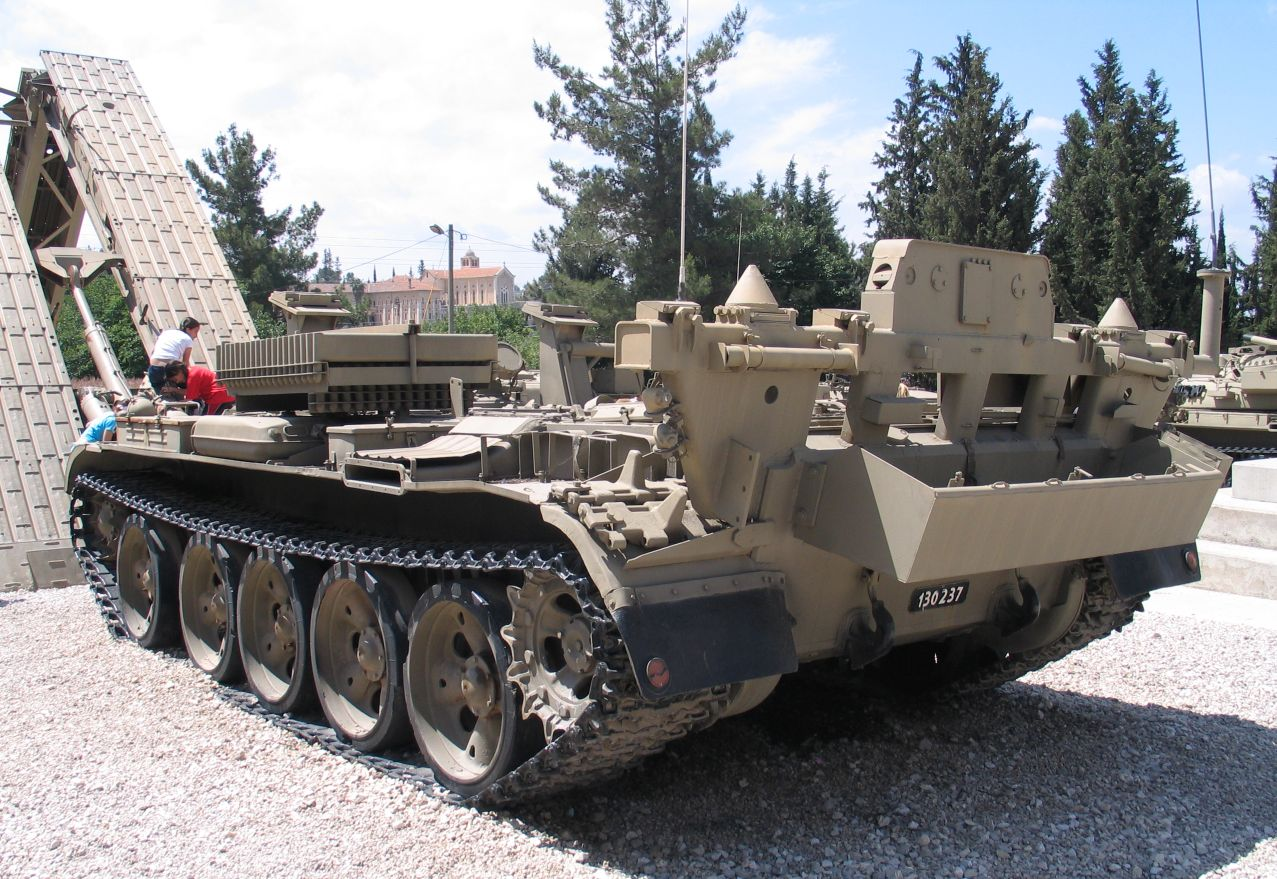
Мостоукладач МТУ-55, Музей Ізраїльських танкових військ - Yad La-Shiryon, Ізраїль.
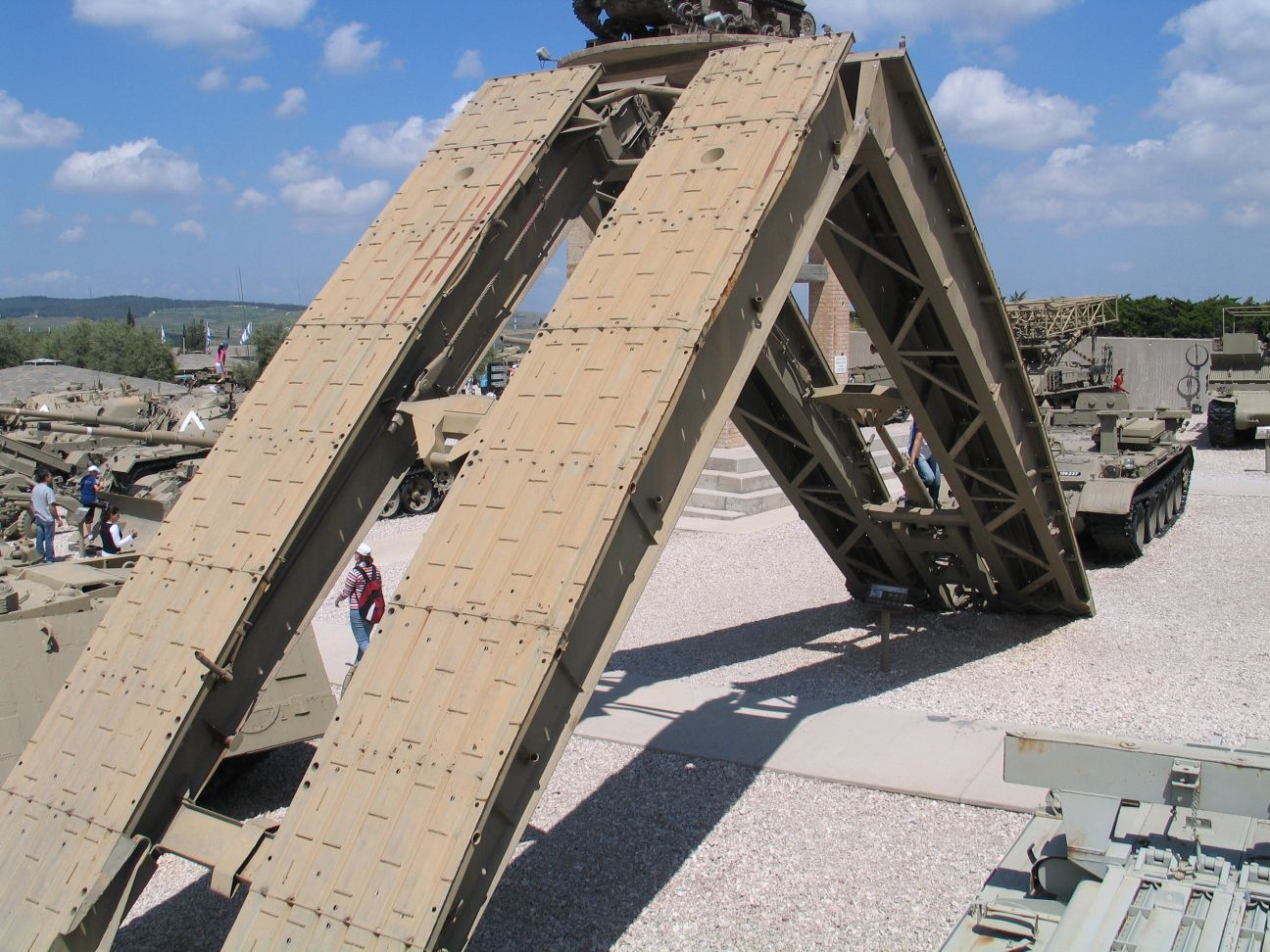
Мостоукладач МТУ-55, Музей Ізраїльських танкових військ - Yad La-Shiryon, Ізраїль.
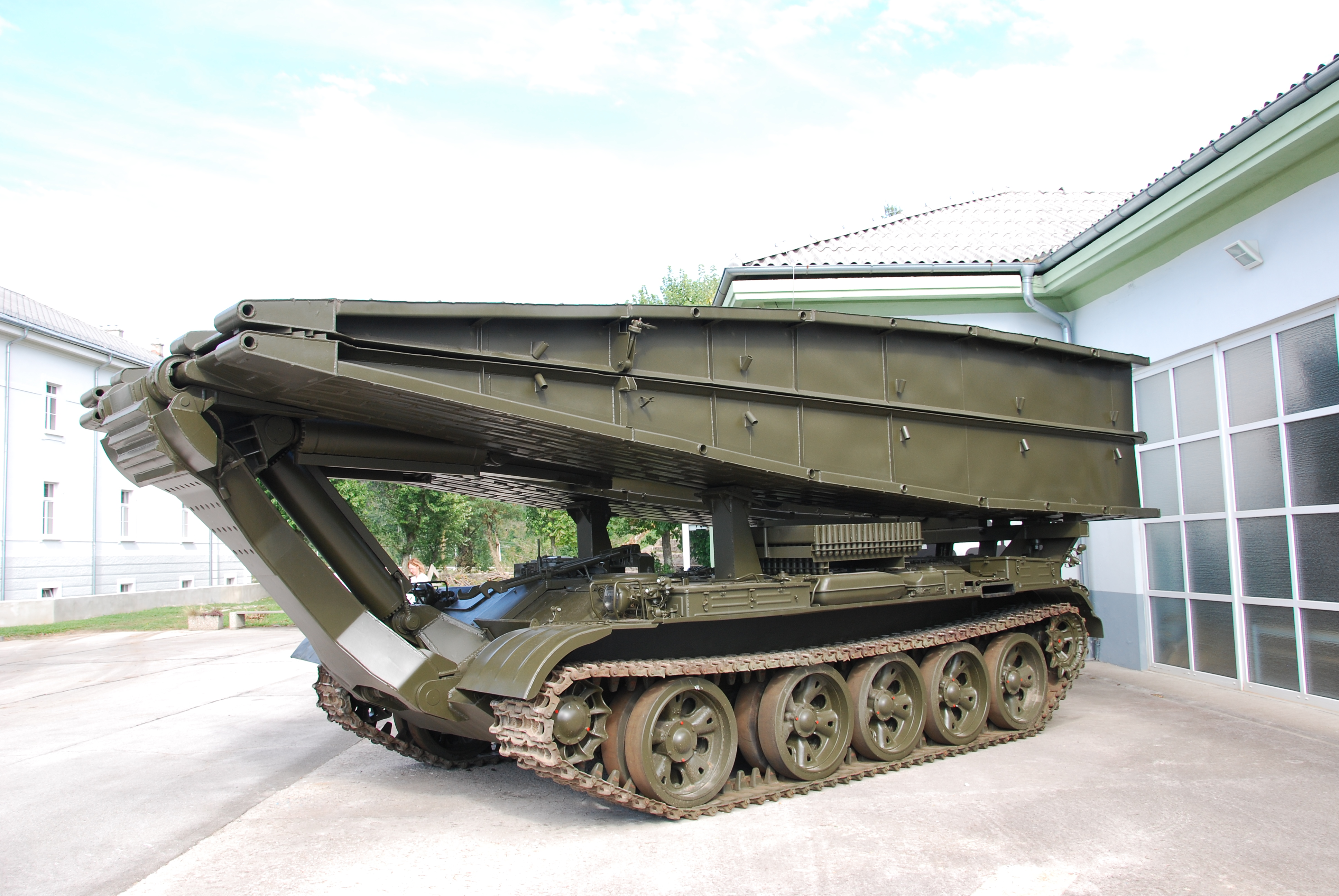
Мостоукладач МТУ-55, Парк військової історії, Півка, Словенія.
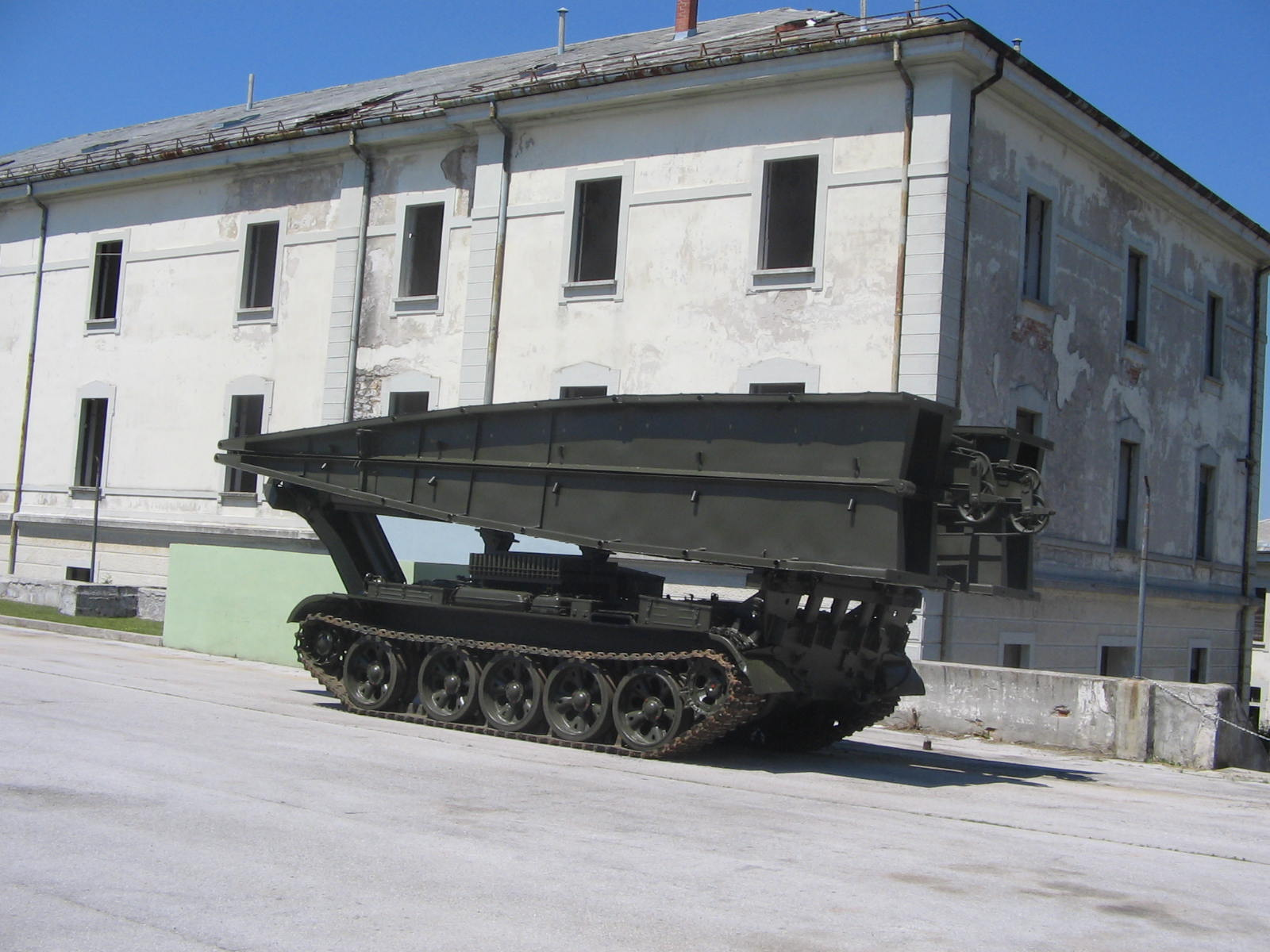
Мостоукладач МТУ-55, Парк військової історії, Півка, Словенія.
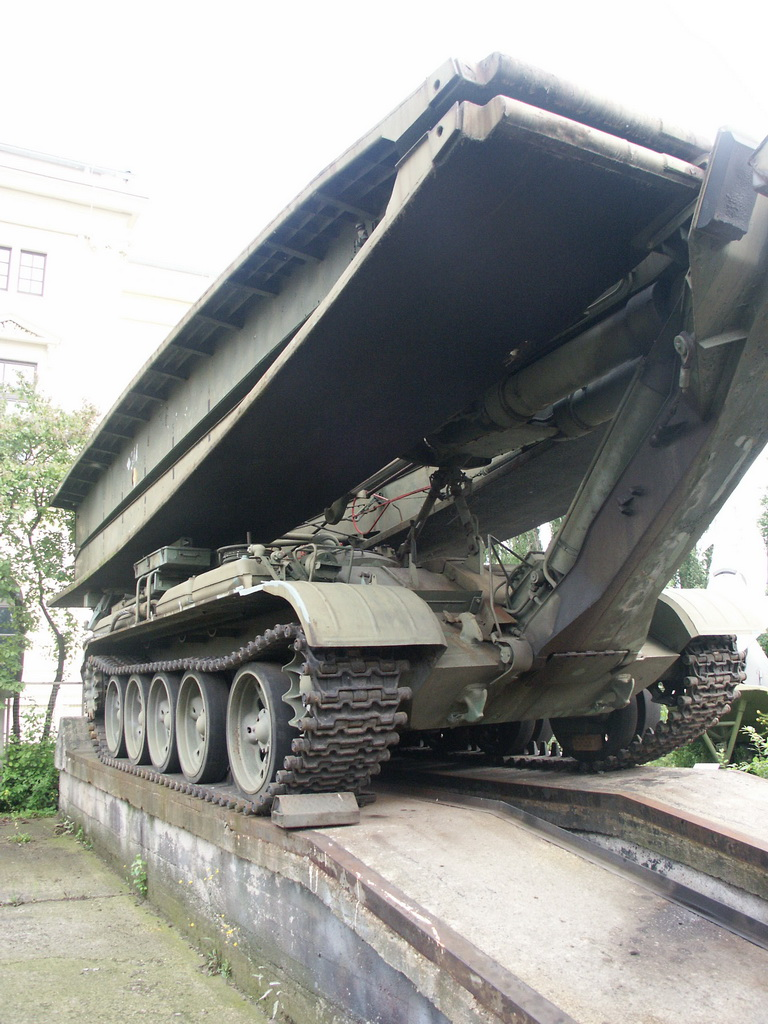
Мостоукладач МТУ-55, Музей Бундесверу в Дрездені.
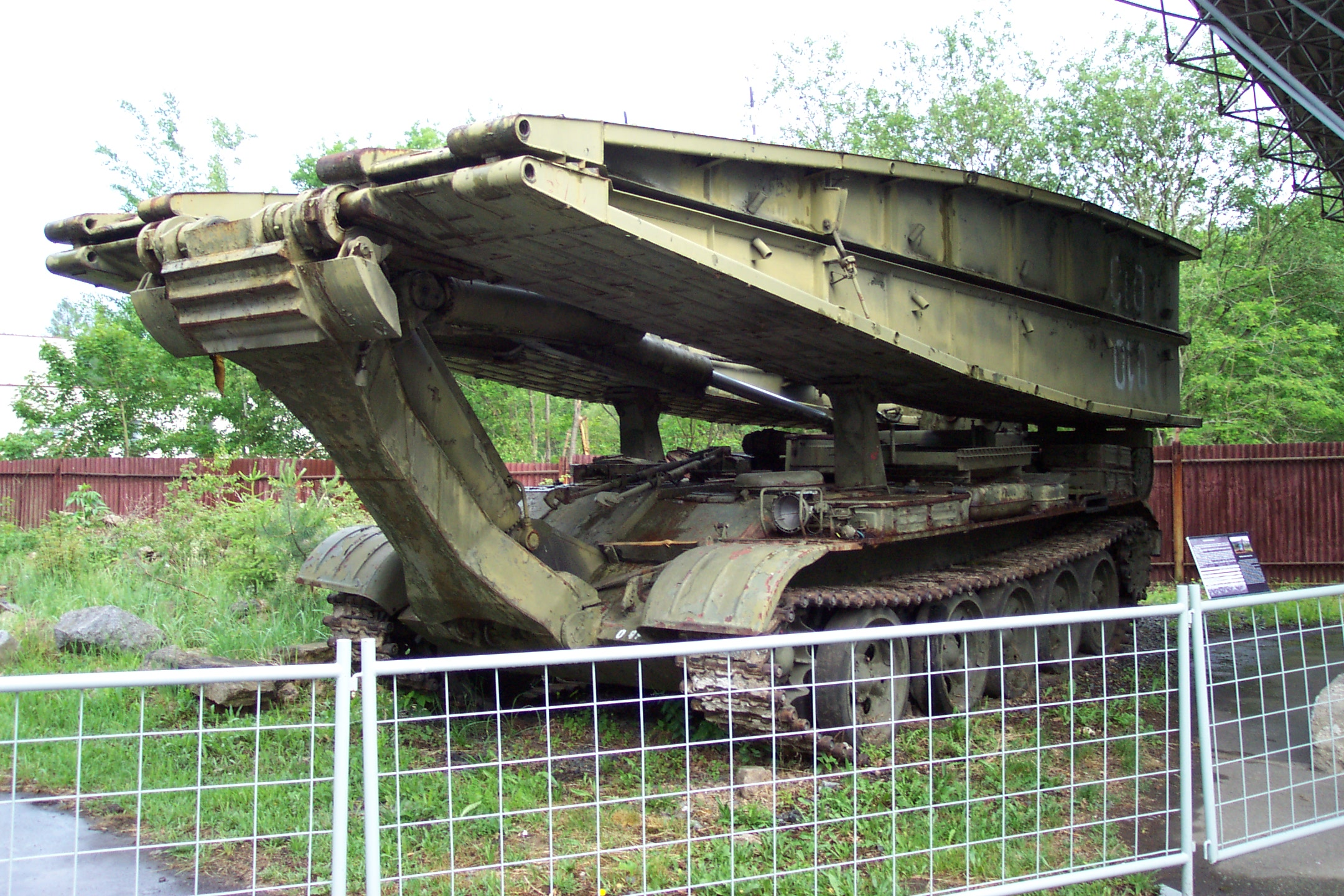
Мостоукладач МТУ-55, Музей в Лешанах, Чехія.
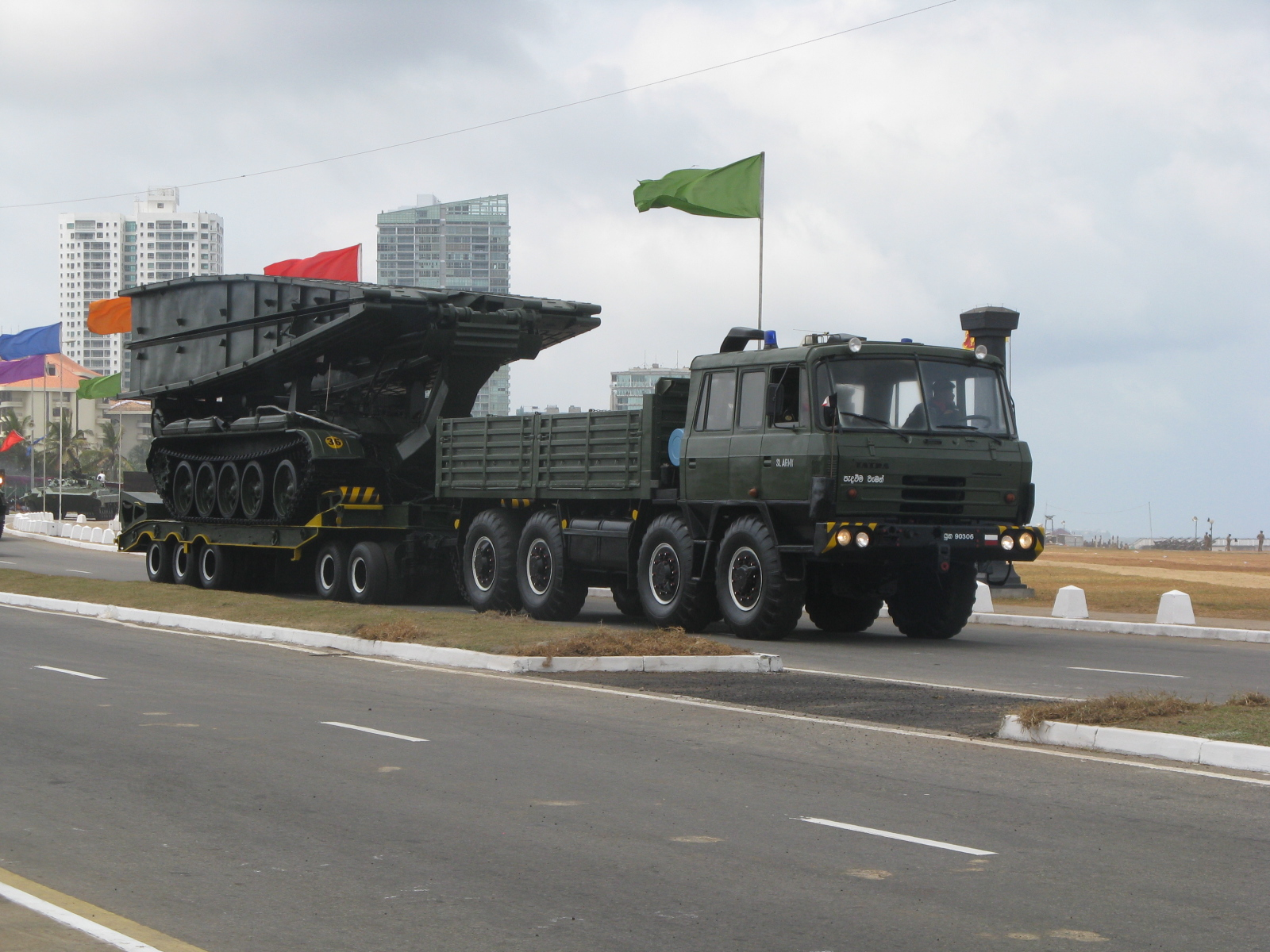
Мостоукладач МТУ-55, Армія Шрі-Ланки.